# Гленко
Гленко (англ. Glen Coe или иногда Glencoe, гэльск. Gleann Comhann) — живописная долина на юго-западе Хайленда в Шотландии, а также остаток древнего вулкана. Часть заповедника «Бен-Невис и Гленко» (National Scenic Area of Ben Nevis and Glen Coe).

## Название
Более правильная транскрипция «Глен Коэ» — англ. glen — узкая горная долина, Coe — её название (аналогично Loch — озеро (или другое водное пространство, например, залив) в Шотландии — Лох-Несс, Лох-Ломонд и т. д.) Но обычно традиционно упоминается как «Гленко».
Название «Coe» происходит от имени реки «Coe», протекающей в долине. Этот гидроним догэльского происхождения и значение его не известно. Значение гэльского «Comhann» в имени «Gleann Comhann» также не известно. Возможно, что это имя рода или клана, когда-то существовавшего в этой области (менее вероятная версия), или происходит от персонального имени «Chomain» или «Comhan».
Гленко также известна под названием «Долина Слёз», что, скорее всего, связано с печальными событиями 13 февраля 1692 года, известными как резня в Гленко (англ. Massacre of Glencoe), когда в ходе междоусобной борьбы были жестоко убиты более 70 человек из клана МакДональдов. 38 человек из них погибли во время резни, ещё сорок женщин и детей умерли после того, как их дома были сожжены. МакДональды погибли от руки правительственных войск, так как ими не была своевременно принесена присяга новому королю, Вильгельму Оранскому.

## Геология
Гленко — один из древнейших сохранившихся вулканов на Земле после вулканов в российской Хакасии, возраст которых 400—500 млн лет. Тип вулкана — кальдера. Тип извержений взрывной.

## Факты
- В долине были сняты некоторые сцены фильмов про Гарри Поттера. Например, в третьем фильме («Гарри Поттер и Узник Азкабана») там была построена хижина Хагрида.
- Съёмки фильма «007: Координаты „Скайфолл“» также проходили в долине, хотя изначально планировалось использовать для съёмок другое место.
- В 1834 году жители американского городка Мускета-Коув решили сменить его название, так как оно было слишком похоже на mosquito (рус. комар). Новым названием избрали Гленко, в честь живописной шотландской долины и деревни на её краю, но в связи с ошибкой оно превратилось в Глен-Коув (рус. бухта Глена)[1].